# Isla Larrouy
La isla Larrouy es una isla que se extiende en el sector sur del canal Grandidier, frente a la costa noroeste de la península de Velingrad, en la costa occidental de la península Antártica. Posee 9 kilómetros de largo y 4 kilómetros de ancho y se eleva a 745 metros.

## Historia y toponimia
Fue descubierta por la Tercera Expedición Antártica Francesa de 1903-1905, al mando de Jean-Baptiste Charcot, quien lo nombró por Paul Augustin Jean Larrouy, en ese momento ministro plenipotenciario de Francia en Buenos Aires (Argentina). Británicos la cartografiaron posteriormente en 1936 y 1956.

## Reclamaciones territoriales
Argentina incluye a la isla en el departamento Antártida Argentina dentro de la provincia de Tierra del Fuego, Antártida e Islas del Atlántico Sur; para Chile forma parte de la comuna Antártica de la provincia Antártica Chilena dentro de la Región de Magallanes y de la Antártica Chilena; y para el Reino Unido integra el Territorio Antártico Británico. Las tres reclamaciones están sujetas a las disposiciones del Tratado Antártico.
Nomenclatura de los países reclamantes: 
- Argentina: isla Larrouy[5][6]
- Chile: isla Larrouy[7]
- Reino Unido: Larrouy Island[4]